# 杨樗年
杨樗年，丹徒（今江苏镇江）人，宋朝政治人物。
杨樗年曾于1182年接替徐安国任华亭县知县一职，1185年由叶仲英接任。